# Герой асфальта: 20 лет
| Оценки критиков | Оценки критиков |
| Источник        | Оценка          |
| --------------- | --------------- |
| Darkside        | 7/10            |

«Геро́й асфа́льта: 20 лет» — пятый концертный альбом группы «Ария», выпущенный в 2008 году. Записан в ходе масштабного юбилейного концертного тура, посвящённого 20-летию альбома «Герой асфальта».
Во второй части альбома вокалистом выступает Валерий Кипелов, а в композициях 2 и 3 второй части выступил гитарист Сергей Маврин. Таким образом был воссоздан классический состав «Арии», который записывал альбом «Герой асфальта» в 1987 году. Кроме того, композиции с этого альбома были исполнены в той же последовательности, как они идут на оригинальном альбоме.
Релиз стал последним концертным альбомом коллектива, записанным с участием Артура Беркута в качестве вокалиста группы.
Альбом, выпущенный в формате концертного CD на двух дисках, состоит из 17 треков, и представляет собой запись концерта в Москве, в ДС Лужники. Также выпущен двойной DVD с аналогичной программой и бонусными материалами.
В финале концерта все участники исполнили песню «Беспечный ангел», но из-за проблем с авторскими правами она в релиз не вошла.

## Список композиций

### CD 1
Все тексты написаны Маргаритой Пушкиной, если не указано другое.
| №  | Название               | Текст песни    | Музыка                     | Длительность |
| -- | ---------------------- | -------------- | -------------------------- | ------------ |
| 1. | «Intro» (инструментал) | —              | Ария                       | 1:09         |
| 2. | «Последний закат»      | Игорь Лобанов  | Владимир Холстинин         | 4:49         |
| 3. | «Раскачаем этот мир»   |                | Виталий Дубинин, Холстинин | 6:14         |
| 4. | «Колизей»              | Александр Елин | Холстинин                  | 6:00         |
| 5. | «Меченый злом»         | Нина Кокорева  | Сергей Попов               | 5:56         |
| 6. | «Крещение огнём»       |                | Дубинин                    | 5:48         |
| 7. | «Антихрист»            |                | Дубинин, Холстинин         | 5:04         |
| 8. | «Осколок льда»         |                | Дубинин                    | 5:37         |
| 9. | «Кровь королей»        |                | Дубинин                    | 8:29         |

### CD 2
Все тексты написаны Маргаритой Пушкиной.
| №  | Название                        | Музыка                 | Длительность |
| -- | ------------------------------- | ---------------------- | ------------ |
| 1. | «На службе силы зла»            | Дубинин, Холстинин     | 6:46         |
| 2. | «Герой асфальта»                | Сергей Маврин, Дубинин | 5:01         |
| 3. | «Мёртвая зона»                  | Валерий Кипелов        | 6:09         |
| 4. | «1100»                          | Холстинин              | 4:55         |
| 5. | «Улица роз»                     | Дубинин                | 6:13         |
| 6. | «Баллада о древнерусском воине» | Холстинин, Дубинин     | 8:48         |
| 7. | «Игра с огнём»                  | Дубинин, Холстинин     | 8:57         |
| 8. | «Штиль»                         | Дубинин                | 8:40         |

### DVD
- DVD 1 содержит запись концерта, разбитую на 17 треков, аналогично содержанию музыкальных дисков CD 1 и CD 2.
- DVD 2 содержит интервью с участниками концерта с использованием редких видеоматериалов, включая фрагменты концерта Арии 1987-88 с программой «Герой асфальта», а также подготовку и закулисные материалы юбилейного концерта, включая материалы Маргариты Пушкиной.

## Состав группы
На момент проведения юбилейного тура, посвящённого двадцатилетию альбома «Герой асфальта» в состав группы входили:
- Артур Беркут — вокал (CD 1; CD 2, трек 7)
- Виталий Дубинин — бас-гитара, бэк-вокал
- Владимир Холстинин — гитара
- Сергей Попов — гитара
- Максим Удалов — ударные

Гости:
- Валерий Кипелов — вокал (CD 2)
- Сергей Маврин — гитара (CD 2, треки 2-3).